# Перхтолдздорф
Перхтолдздорф град је у источној Аустрији, удаљен 15 км југозападно од главног града Беча. Налази се у округу Медлинг у Доњој Аустрији.
С обзиром на близину Беча, овај некада засебан градић последњих деценија је прерастао у бечко предграђе и летњиковац.

## Природне одлике
Град се формирао на месту где источни огранци Бечке шуме, као претходнице Алпа, дотичу обод Бечке котлине. Надморска висина града је око 260 m. Градска околина је брдовита и позната по виноградима.

## Становништво
| 1971.  | 1981.  | 1991.  | 2001.  | 2011.  |
| ------ | ------ | ------ | ------ | ------ |
| 11.486 | 13.451 | 14.051 | 13.998 | 14.566 |

У граду данас живи око 15.000 становника. Последњих деценија број градског становништва се значајно повећава услед ширења градског подручја Беча.

## Галерија
- Звоник римокатоличке цркве
- Градски трг - споменик
- Поглед на град са Алпа
- Бечка шума изнад Перхтолдздорфа